# ادنوک
شرکت ملی نفت ابوظبی (به انگلیسی: Abu Dhabi National Oil Company) یا ادنوک، (مخفف انگلیسی: ADNOC) شرکت دولتی نفت‌وگاز امارات است، که با در اختیار داشتن ۱۳۷ میلیارد بشکه نفت درجا، یکی از بزرگترین شرکت‌های نفتی جهان از نظر مالکیت ذخایر به‌شمار می‌آید.
شرکت ادنوک در سال ۱۹۷۱ تأسیس شد و اکنون ظرفیت تولید نفت آن بالغ بر ۴ میلیون بشکه در روز می‌باشد و برای رسیدن به ظرفیت ۵ میلیون بشکه در روز تا سال ۲۰۳۰ برنامه‌ریزی کرده‌است. کلیه سهام این شرکت متعلق به دولت ابوظبی است و دفتر مرکزی آن در ساختمان مرکزی ادنوک، در شهر ابوظبی قرار دارد.

## فعالیت‌ها
ادنوک یکی از شرکت‌های پیشرو در صنایع نفت‌وگاز جهان، از نظر ذخایر اثبات شده نفت است. این شرکت مالک ۲ پالایشگاه بنام‌های پالایشگاه ام‌النار و پالایشگاه الرویس، در امارات متحده عربی می‌باشد. شرکت ادنوک دارای ۱۴ شرکت تابعه است و در هر ۲ بخش؛ بالادستی و پایین‌دستی صنعت نفت فعالیت می‌نماید.
شرکت ادنوک در حال توسعه میدان‌های گازی این کشور، در هر دو بخش خشکی و دریایی می‌باشد. درصد بسیاری از گاز طبیعی تولیدشده توسط ادنوک در شکل گاز مایع (ال‌ان‌جی) به خارج از این کشور صادر می‌شود و درصد باقی‌مانده آن نیز برای مصرف تأسیسات تولید برق و نیز خوراک کارخانجات صنعتی و مجتمع‌های پتروشیمی، همچنین برای تزریق به مخازن نفتی برای افزایش فشار مخزن و چاه‌ها و نیز بهبود تولید نفت خام و میعانات گازی عرضه می‌شود.

## شرکت‌های تابعه
از نظر امکانات و تخصص همچنین ابزار و ماشین‌آلات مورد نیاز در صنایع نفت و گاز، ادنوک یک شرکت کامل و عملیاتی می‌باشد، که مجموعه‌ای از شرکت‌های تخصصی را در اختیار دارد و هر کدام در بخشی از صنعت نفت فعال می‌باشند. ادنوک هم‌اکنون ۱۶ شرکت تابعه اصلی دارد.

### اکتشاف و تولید
- ادکو: یا شرکت اکتشاف نفت مناطق خشکی ابوظبی، وظیفه اکتشاف نفت، استخراج نفت و صادرات نفت و مشتقات آن از میدان‌های نفتی واقع در مناطق خشکی این کشور را برعهده دارد.
- ادمو اوپکو: یا شرکت مناطق دریایی ابوظبی، که به تولید نفت و گاز در مناطق دریایی ابوظبی اشتغال دارد.
- زادکو: یا شرکت توسعه زاکوم که وظیفه آن تولید نفت از میدان نفتی زاکوم می‌باشد.

### حفاری و خدمات
- شرکت ملی حفاری امارات: یا ان‌دی‌سی که عملیات حفاری و ارائه خدمات سرچاهی در مناطق خشکی و دریایی امارات متحده عربی، با تمرکز بر امارت ابوظبی را انجام می‌دهد.
- اسناد: تولید و بازاریابی مواد شیمیایی، ارائه خدمات ترابری، لجستیک و پشتیبانی، همچنین انتقال مواد شیمیایی و مدیریت مواد زائد زیستی و دفع پسماندهای صنعتی، از وظایف این شرکت می‌باشد.
- ارشاد: یا شرکت نفت بنادر ابوظبی، که عملیات مربوط به ذخیره‌سازی، انتقال و صادرات نفت خام از بنادر ابوظبی همچون الرویس و جبل‌الظنة را برعهده دارد.

### فراورش و پالایش
- گسکو: پالایش، تولید و بهره‌برداری از گاز مایع و میعانات گازی را انجام می‌دهد.
- ادگس: یا شرکت گاز ابوظبی که وظیفه فراورش، انتقال، بازاریابی و توزیع گاز مایع و فراورده‌های گاز طبیعی مایع‌شده را برعهده دارد.
- شرکت توسعه گاز ابوظبی: یا شرکت گاز الحُسن این شرکت توسعه مخازن گاز ترش، که بخش اعظم آن مربوط به میدان گازی شاه است را انجام می‌دهد.
- شرکت پالایش نفت ابوظبی: یا شرکت تکریر، یک شرکت پایین‌دستی است، که به پالایش نفت خام، تولید کلر، گوگرد و مواد شیمیایی اشتغال دارد.

### پتروشیمی و شیمیایی
- فرتیل: یا شرکت صنایع الرویس، شرکت تولید محصولات کشاورزی و صنایع شیمیایی است، که عملیات تولید کودهای شیمیایی، اوره و آمونیاک را در کارخانه الرویس انجام می‌دهد، همچنین وظیفه بازاریابی و فروش محصولات این کارخانه را نیز برعهده دارد.
- شرکت پلیمر ابوظبی: شرکت صنایع شیمیایی است، که در زمینه تولید اتیلن و پلی اتیلن فعالیت می‌کند.
- الیکسیر: شرکت گاز اماراتی است، که تمرکز اصلی آن بر تأمین گازهای صنعتی برای کارخانجات صنعتی، پالایشگاه‌ها، نیروگاه‌های گازی و مجتمع‌های پتروشیمی این کشور معطوف می‌باشد.

### ترابری و انتقال
- ادناتکو: یا شرکت ملی نفت‌کش ابوظبی حمل‌ونقل و انتقال نفت خام و فراورده‌های نفتی را برعهده دارد.
- شرکت ملی انتقال گاز: توزیع و انتقال گاز مایع و محصولات جانبی آن، از جزیره داس را انجام می‌دهد.

### توزیع و پخش
- شرکت پخش ادنوک: وظیفه توزیع، ذخیره‌سازی، ترابری و انتقال محصولات پالایش‌شده نفت و گاز را برعهده دارد.

## شورای عالی نفت
شورای عالی نفت ابوظبی در ساختار اجرایی شرکت ادنوک، به عنوان هیئت مدیره عمل می‌کند و اعضای شورا نیز همان وظایف اعضای هیئت مدیره را برعهده دارند. رئیس شورای عالی نفت خلیفه بن زاید آل نهیان می‌باشد. اعضای شورای عالی نفت ابوظبی:
- خلیفه بن زاید آل نهیان
- محمد بن زاید آل نهیان
- منصور بن زاید آل نهیان
- حمد بن زاید آل نهیان
- محمد خلیفه الکندی
- سلطان احمد الجابر
- عبدالله ناصر السویدی
- محمد حبروش السویدی
- محمد الحر السویدی